# U-124 (1940)
| U-124                                                                                                | U-124 | U-124 |
| --- | --- | --- |
| U 124                                                                                                | | |
| | | |
| Підводний човен U-124 повертається з бойового походу. 17 січня 1941                                  | | |
| Верф                                                                                                 | Deutsche Schiff- und Maschinenbau, AG Weser, Бремен | Deutsche Schiff- und Maschinenbau, AG Weser, Бремен |
| Під прапором                                                                                         | Третій Рейх | Третій Рейх |
| Належність                                                                                           | Крігсмаріне | Крігсмаріне |
| Порт приписки                                                                                        | Вільгельмсгафен Лор'ян | Вільгельмсгафен Лор'ян |
| Замовлення                                                                                           | 15 грудня 1937 | 15 грудня 1937 |
| Закладений                                                                                           | 11 серпня 1939 | 11 серпня 1939 |
| Спуск на воду                                                                                        | 9 березня 1940 | 9 березня 1940 |
| Введений до складу флоту                                                                             | 30 травня 1940 | 30 травня 1940 |
| На службі                                                                                            | 1940—1943 | 1940—1943 |
| Загибель                                                                                             | 2 квітня 1943 року потоплений глибинними бомбами британських кораблів «Стоункроп» та «Блек Свон» поблизу Порту                                                          | 2 квітня 1943 року потоплений глибинними бомбами британських кораблів «Стоункроп» та «Блек Свон» поблизу Порту                                                          |
| Сучасний статус                                                                                      | затоплений | затоплений |
| Бойовий досвід                                                                                       | Друга світова війна Битва за Атлантику | Друга світова війна Битва за Атлантику |
| Проєкт                                                                                               | | |
| Тип ПЧ                                                                                               | великий океанський торпедний ДПЧ | великий океанський торпедний ДПЧ |
| Основні характеристики                                                                               | | |
| Швидкість (надводна)                                                                                 | 18,2 вузла (33,7 км/год) | 18,2 вузла (33,7 км/год) |
| Швидкість (підводна)                                                                                 | 7,3 (13,5 км/год) | 7,3 (13,5 км/год) |
| Робоча глибина занурення                                                                             | 100 м | 100 м |
| Гранична глибина занурення                                                                           | 230 м | 230 м |
| Дальність плавання                                                                                   | 64 милі (119 км) на швидкості 4 вузли (7,4 км/год) (у підводному положенні) 12 000 морських миль (22 000 км на швидкості 10 вузлів (19 км/год) (у надводному положенні) | 64 милі (119 км) на швидкості 4 вузли (7,4 км/год) (у підводному положенні) 12 000 морських миль (22 000 км на швидкості 10 вузлів (19 км/год) (у надводному положенні) |
| Екіпаж                                                                                               | 48 офіцерів та матросів | 48 офіцерів та матросів |
| Розміри                                                                                              | | |
| Довжина найбільша (по КВЛ)                                                                           | 76,50 м | 76,50 м |
| Ширина корпусу найб.                                                                                 | 6,76 м | 6,76 м |
| Висота                                                                                               | 9,6 м | 9,6 м |
| Середня осадка (по КВЛ)                                                                              | 4,7 м | 4,7 м |
| Водотоннажність надводна                                                                             | 1 051 т | 1 051 т |
| Силова установка                                                                                     | | |
| Дизель-електрична: 2 дизельні двигуни MAN M 9 V 40/46 2 електродвигуни Siemens-Schuckert 2 GU 345/34 | | |
| Гвинти                                                                                               | 2 | 2 |
| Потужність                                                                                           | 2 × 2 200 к.с. (дизелі) 2 × 740 к.с. (електродвигуни) | 2 × 2 200 к.с. (дизелі) 2 × 740 к.с. (електродвигуни) |
| Озброєння                                                                                            | | |
| Артилерія                                                                                            | 1 × 105-мм палубна гармата SK C/32 | 1 × 105-мм палубна гармата SK C/32 |
| Торпедно- мінне озброєння                                                                            | 4 носових і два кормових ТА; 22 торпеди або 44 міни TMA чи 66 TMB | 4 носових і два кормових ТА; 22 торпеди або 44 міни TMA чи 66 TMB |
| ППО                                                                                                  | 1 × 37-мм зенітна гармата SKC/30 2 (1 × 2) × 20-мм зенітні гармати FlaK 30                                                                                              | 1 × 37-мм зенітна гармата SKC/30 2 (1 × 2) × 20-мм зенітні гармати FlaK 30                                                                                              |

U-124 — німецький великий океанський підводний човен типу IXB, що входив до складу Військово-морських сил Третього Рейху за часів Другої світової війни. Закладений 15 квітня 1939 року на верфі Deutsche Schiff- und Maschinenbau, AG Weser у Бремені. Спущений на воду 9 березня 1940 року, а 11 червня 1940 року корабель увійшов до складу ВМС нацистської Німеччини.

## Історія служби
U-124 належав до серії німецьких підводних човнів типу IXB, великих океанських човнів, призначених діяти на далеких відстанях. Човнів цього типу було випущено 14 одиниць і вони дуже успішно та результативно проявили себе в ході бойових дій в Атлантиці. 11 червня 1940 року U-124 розпочав службу у складі 2-ї навчальної флотилії, а з 1 серпня 1940 року — після завершення підготовки — в бойовому складі цієї флотилії ПЧ Крігсмаріне.
З серпня 1940 року і до квітня 1943 року U-124 здійснив 11 бойових походів в Атлантичний океан, в яких провів 490 днів. Човен посів 3-те місце серед найрезультативніших підводних човнів Крігсмаріне, що діяли за роки Другої світової війни. Загалом підводний човен потопив 46 суден противника сумарною водотоннажністю 219 862 брутто-регістрових тонни і 2 військових кораблі (5 775 т), а також пошкодив 4 судна (30 067 GRT).
2 квітня 1943 року під час проведення 11-го бойового походу U-124 був виявлений британськими кораблями і потоплений атакою глибинними бомбами корвета «Стоункроп» та шлюпа «Блек Свон» поблизу Порту. Загинули усі 53 члени екіпажу німецького підводного човна.

## Командири
- Капітан-лейтенант Георг-Вільгельм Шульц (11 червня 1940 — 7 вересня 1941);
- Капітан-лейтенант Йоганн Мор (8 вересня 1941 — 2 квітня 1943).

## Перелік уражених U-124 суден у бойових походах
| №                                                               | Дата              | Командир ПЧ                 | Назва               | Тип                | Належність                              | Водотоннажність (брт) | Вантаж | Конвой         | Результат та координати                                                 | Наслідки атаки для екіпажу        | Прим.                       |
| --------------------------------------------------------------- | ----------------- | --------------------------- | ------------------- | ------------------ | --------------------------------------- | --------------------- | --- | -------------- | ----------------------------------------------------------------------- | --------------------------------- | --------------------------- |
| Перший похід (19.08—16.09.1940, 29 діб; Вільгельмсгафен—Лор'ян) |                   |                             |                     |                    |                                         |                       | |                |                                                                         |                                   |                             |
| 1                                                               | 25 серпня 1940    | KptLt Георг-Вільгельм Шульц | Stakesby            | суховантажне судно | Велика Британія                         | 3 900                 | рудничний матеріал | Конвой HX 65A  | пошкоджено 58°52′ пн. ш. 6°34′ зх. д. / 58.867° пн. ш. 6.567° зх. д.    | 36 (усі вижили)                   |                             |
| 2                                                               | 25 серпня 1940    | KptLt Георг-Вільгельм Шульц | Harpalyce           | суховантажне судно | Велика Британія                         | 5 169                 | 8000 тонн сталі та заліза                                                                                              | Конвой HX 65A  | потоплено 58°52′ пн. ш. 6°34′ зх. д. / 58.867° пн. ш. 6.567° зх. д.     | 47 (42 загинули та 5 вціліли)     |                             |
| 3                                                               | 25 серпня 1940    | KptLt Георг-Вільгельм Шульц | Fircrest            | суховантажне судно | Велика Британія                         | 5 394                 | 7900 тонн залізної руди                                                                                                | Конвой HX 65A  | потоплено 58°52′ пн. ш. 6°34′ зх. д. / 58.867° пн. ш. 6.567° зх. д.     | 40 (усі загинули)                 |                             |
| Другий похід (5.10—13.11.1940, 40 діб; Лор'ян—Лор'ян)           |                   | KptLt Георг-Вільгельм Шульц |                     |                    |                                         |                       | |                |                                                                         |                                   |                             |
| 4                                                               | 16 жовтня 1940    | KptLt Георг-Вільгельм Шульц | Trevisa             | суховантажне судно | Канада                                  | 1 813                 | 460 стандартів пиломатеріалів                                                                                          | Конвой SC 7    | потоплено 57°28′ пн. ш. 20°30′ зх. д. / 57.467° пн. ш. 20.500° зх. д.   | 21 (7 загиблих та 14 вцілілих)    |                             |
| 5                                                               | 20 жовтня 1940    | KptLt Георг-Вільгельм Шульц | Cubano              | суховантажне судно | Норвегія                                | 5 810                 | баласт | Конвой OB 229  | потоплено 57°55′ пн. ш. 24°57′ зх. д. / 57.917° пн. ш. 24.950° зх. д.   | 33 (2 загинули та 31 вцілілий)    |                             |
| 6                                                               | 20 жовтня 1940    | KptLt Георг-Вільгельм Шульц | Sulaco              | суховантажне судно | Велика Британія                         | 5 389                 | баласт | Конвой OB 229  | потоплено 57°25′ пн. ш. 25°00′ зх. д. / 57.417° пн. ш. 25.000° зх. д.   | 67 (66 загинули та 1 вцілілий)    |                             |
| 7                                                               | 31 жовтня 1940    | KptLt Георг-Вільгельм Шульц | Rutland             | суховантажне судно | Велика Британія                         | 1 437                 | боксити, деревне вугілля та генеральні вантажі                                                                         | Конвой HX 82   | потоплено 57°25′ пн. ш. 25°00′ зх. д. / 57.417° пн. ш. 25.000° зх. д.   | 29 (усі загинули)                 |                             |
| 8                                                               | 1 листопада 1940  | KptLt Георг-Вільгельм Шульц | Empire Bison        | суховантажне судно | Велика Британія                         | 5 612                 | 6067 тонн сталевого брухту та 94 вантажівки                                                                            | Конвой HX 82   | потоплено 59°30′ пн. ш. 17°40′ зх. д. / 59.500° пн. ш. 17.667° зх. д.   | 42 (38 загинули та 4 вціліли)     |                             |
| Третій похід (16.12.1940—22.01.1941, 38 діб; Лор'ян—Лор'ян)     |                   | KptLt Георг-Вільгельм Шульц |                     |                    |                                         |                       | |                |                                                                         |                                   |                             |
| 9                                                               | 6 січня 1941      | KptLt Георг-Вільгельм Шульц | Empire Thunder      | суховантажне судно | Велика Британія                         | 5 965                 | баласт | Конвой OB 269  | потоплено 59°14′ пн. ш. 12°43′ зх. д. / 59.233° пн. ш. 12.717° зх. д.   | 39 (9 загинули та 30 вціліли)     |                             |
| Четвертий похід (23.02—1.05.1941, 68 діб; Лор'ян—Лор'ян)        |                   | KptLt Георг-Вільгельм Шульц |                     |                    |                                         |                       | |                |                                                                         |                                   |                             |
| 10                                                              | 8 березня 1941    | KptLt Георг-Вільгельм Шульц | Nardana             | суховантажне судно | Велика Британія                         | 7 974                 | 5662 тонни генеральних вантажів, у тому числі насіння льону, пальмові ядра, чавун та насіння                           | Конвой SL 67   | потоплено 20°51′ пн. ш. 20°32′ зх. д. / 20.850° пн. ш. 20.533° зх. д.   | 126 (19 загинули та 107 вціліли)  |                             |
| 11                                                              | 8 березня 1941    | KptLt Георг-Вільгельм Шульц | Hindpool            | суховантажне судно | Велика Британія                         | 4 897                 | 7700 тонн залізної руди                                                                                                | Конвой SL 67   | потоплено 20°51′ пн. ш. 20°32′ зх. д. / 20.850° пн. ш. 20.533° зх. д.   | 40 (28 загинули та 12 вціліли)    |                             |
| 12                                                              | 8 березня 1941    | KptLt Георг-Вільгельм Шульц | Tielbank            | суховантажне судно | Велика Британія                         | 5 984                 | 6456 тонн арахісу, 997 тонн арахісової макухи та 743 тонни злитків марганцю                                            | Конвой SL 67   | потоплено 20°51′ пн. ш. 20°32′ зх. д. / 20.850° пн. ш. 20.533° зх. д.   | 66 (4 загинули та 62 вціліли)     |                             |
| 13                                                              | 8 березня 1941    | KptLt Георг-Вільгельм Шульц | Lahore              | суховантажне судно | Велика Британія                         | 5 304                 | Генеральні вантажі, у тому числі 1120 тонн лісу, чаю, чавуну та пошта                                                  | Конвой SL 67   | потоплено 20°51′ пн. ш. 20°32′ зх. д. / 20.850° пн. ш. 20.533° зх. д.   | 82 (усі вціліли)                  |                             |
| 14                                                              | 30 березня 1941   | KptLt Георг-Вільгельм Шульц | Umona               | суховантажне судно | Велика Британія                         | 3 767                 | 1549 тонн кукурудзи, 50 тонн бобових та 47 тонн варення                                                                |                | потоплено 7°21′ пн. ш. 14°51′ зх. д. / 7.350° пн. ш. 14.850° зх. д.     | 106 (101 загиблий та 5 вціліли)   |                             |
| 15                                                              | 4 квітня 1941     | KptLt Георг-Вільгельм Шульц | Marlene             | суховантажне судно | Велика Британія                         | 6 507                 | 7100 тонн генеральних вантажів і 1500 тонн чавуну                                                                      |                | потоплено 8°15′ пн. ш. 14°19′ зх. д. / 8.250° пн. ш. 14.317° зх. д.     | 60 (13 загинуло та 47 вціліли)    |                             |
| 16                                                              | 7 квітня 1941     | KptLt Георг-Вільгельм Шульц | Portadoc            | суховантажне судно | Канада                                  | 1 746                 | баласт |                | потоплено 7°17′ пн. ш. 16°53′ зх. д. / 7.283° пн. ш. 16.883° зх. д.     | 20 (усі вціліли)                  |                             |
| 17                                                              | 8 квітня 1941     | KptLt Георг-Вільгельм Шульц | Tweed               | суховантажне судно | Велика Британія                         | 2 697                 | баласт | Конвой OB 296  | потоплено 7°43′ пн. ш. 15°11′ зх. д. / 7.717° пн. ш. 15.183° зх. д.     | 31 (3 загинуло та 28 вціліли)     |                             |
| 18                                                              | 11 квітня 1941    | KptLt Георг-Вільгельм Шульц | Aegeon              | суховантажне судно | Грецьке королівство                     | 5 285                 | 7151 тонна пшениці |                | потоплено 6°55′ пн. ш. 15°38′ зх. д. / 6.917° пн. ш. 15.633° зх. д.     | 31 (4 загинуло та 27 вціліли)     |                             |
| 19                                                              | 12 квітня 1941    | KptLt Георг-Вільгельм Шульц | St. Helena          | суховантажне судно | Велика Британія                         | 4 313                 | 7600 тонн зернових та генеральних вантажів, включаючи м'ясні консерви, бавовна, рис та вологі шкури                    |                | потоплено 7°50′ пн. ш. 14°00′ зх. д. / 7.833° пн. ш. 14.000° зх. д.     | 41 (усі вціліли)                  |                             |
| 20                                                              | 13 квітня 1941    | KptLt Георг-Вільгельм Шульц | Corinthic           | суховантажне судно | Велика Британія                         | 4 313                 | 7710 тонн зерна |                | потоплено 8°10′ пн. ш. 14°40′ зх. д. / 8.167° пн. ш. 14.667° зх. д.     | 41 (2 загинуло та 39 вціліли)     |                             |
| Шостий похід (16.09—1.10.1941, 16 діб; Лор'ян—Лор'ян)           |                   |                             |                     |                    |                                         |                       | |                |                                                                         |                                   |                             |
| 21                                                              | 20 вересня 1941   | KptLt Йоганн Мор            | Baltallinn          | суховантажне судно | Велика Британія                         | 1 303                 | 442 тонни урядового майна                                                                                              | Конвой OG 74   | потоплено 48°07′ пн. ш. 22°07′ зх. д. / 48.117° пн. ш. 22.117° зх. д.   | 35 (7 загинуло та 28 вціліли)     |                             |
| 22                                                              | 20 вересня 1941   | KptLt Йоганн Мор            | Empire Moat         | суховантажне судно | Велика Британія                         | 2 922                 | баласт | Конвой OG 74   | потоплено 48°07′ пн. ш. 22°05′ зх. д. / 48.117° пн. ш. 22.083° зх. д.   | 32 (усі вціліли)                  |                             |
| 23                                                              | 25 вересня 1941   | KptLt Йоганн Мор            | Empire Stream       | суховантажне судно | Велика Британія                         | 2 922                 | 3730 тонн калію | Конвой HG 73   | потоплено 46°03′ пн. ш. 24°40′ зх. д. / 46.050° пн. ш. 24.667° зх. д.   | 35 (8 загиблих та 27 вцілілих)    |                             |
| 24                                                              | 26 вересня 1941   | KptLt Йоганн Мор            | Cortes              | суховантажне судно | Велика Британія                         | 1 374                 | Генеральні вантажі, включаючи поташ і пробку                                                                           | Конвой HG 73   | потоплено 47°48′ пн. ш. 23°45′ зх. д. / 47.800° пн. ш. 23.750° зх. д.   | 43 (усі загинули)                 |                             |
| 25                                                              | 26 вересня 1941   | KptLt Йоганн Мор            | Petrel              | суховантажне судно | Велика Британія                         | 1 354                 | 128 тонн генеральних вантажів та 275 тонн пробки                                                                       | Конвой HG 73   | потоплено 47°40′ пн. ш. 23°28′ зх. д. / 47.667° пн. ш. 23.467° зх. д.   | 32 (23 загинули та 9 вижили)      |                             |
| 26                                                              | 26 вересня 1941   | KptLt Йоганн Мор            | Siremalm            | суховантажне судно | Норвегія                                | 2 468                 | 4000 тонн залізної руди                                                                                                | Конвой HG 73   | потоплено 49°05′ пн. ш. 20°10′ зх. д. / 49.083° пн. ш. 20.167° зх. д.   | 28 (усі загинули)                 |                             |
| Сьомий похід (30.10—29.12.1941, 61 доба; Лор'ян—Лор'ян)         |                   | KptLt Йоганн Мор            |                     |                    |                                         |                       | |                |                                                                         |                                   |                             |
| 27                                                              | 24 листопада 1941 | KptLt Йоганн Мор            | «Данідін»           | легкий крейсер     | Військово-морські сили Великої Британії | 4 850                 | |                | потоплений 3°00′ пд. ш. 26°00′ зх. д. / 3.000° пд. ш. 26.000° зх. д.    | 486 (419 загинули і 67 врятовані) | легкий крейсер типу «Данае» |
| 28                                                              | 3 грудня 1941     | KptLt Йоганн Мор            | Sagadahoc           | суховантажне судно | США                                     | 6 275                 | 5800 тонн генеральних вантажів                                                                                         |                | потоплено 21°50′ пд. ш. 7°50′ зх. д. / 21.833° пд. ш. 7.833° зх. д.     | 35 (1 загиблий та 34 вижили)      |                             |
| Восьмий похід (21.02—10.04.1942, 49 діб; Лор'ян—Лор'ян)         |                   | KptLt Йоганн Мор            |                     |                    |                                         |                       | |                |                                                                         |                                   |                             |
| 29                                                              | 14 березня 1942   | KptLt Йоганн Мор            | British Resource    | танкер             | Велика Британія                         | 7 209                 | 10 000 тонн бензину та уайт-спіриту                                                                                    |                | потоплений 36°04′ пн. ш. 65°38′ зх. д. / 36.067° пн. ш. 65.633° зх. д.  | 51 (46 загиблих та 5 вцілілих)    |                             |
| 30                                                              | 17 березня 1942   | KptLt Йоганн Мор            | Ceiba               | суховантажне судно | Гондурас                                | 1 698                 | банани |                | потоплено 35°43′ пн. ш. 73°49′ зх. д. / 35.717° пн. ш. 73.817° зх. д.   | 50 (44 загиблих та 6 вцілілих)    |                             |
| 31                                                              | 17 березня 1942   | KptLt Йоганн Мор            | Acme                | танкер             | США                                     | 6 878                 | баласт |                | пошкоджений 35°06′ пн. ш. 75°23′ зх. д. / 35.100° пн. ш. 75.383° зх. д. | 31 (11 загиблих та 20 вцілілих)   |                             |
| 32                                                              | 18 березня 1942   | KptLt Йоганн Мор            | Kassandra Louloudis | суховантажне судно | Грецьке королівство                     | 5 106                 | військове майно |                | потоплено 35°05′ пн. ш. 75°25′ зх. д. / 35.083° пн. ш. 75.417° зх. д.   | 35 (усі вижили)                   |                             |
| 33                                                              | 18 березня 1942   | KptLt Йоганн Мор            | E.M. Clark          | танкер             | США                                     | 9 647                 | 118 725 барелів мазуту                                                                                                 |                | потоплений 34°50′ пн. ш. 75°35′ зх. д. / 34.833° пн. ш. 75.583° зх. д.  | 41 (1 загинув та 40 вижили)       |                             |
| 34                                                              | 19 березня 1942   | KptLt Йоганн Мор            | Papoose             | танкер             | США                                     | 5 939                 | баласт |                | потоплений 34°17′ пн. ш. 76°39′ зх. д. / 34.283° пн. ш. 76.650° зх. д.  | 34 (2 загиблих та 32 вижили)      |                             |
| 35                                                              | 19 березня 1942   | KptLt Йоганн Мор            | W.E. Hutton         | танкер             | США                                     | 7 076                 | 65 000 барелів мазуту № 2                                                                                              |                | потоплений 34°25′ пн. ш. 76°50′ зх. д. / 34.417° пн. ш. 76.833° зх. д.  | 36 (13 загиблих та 23 вижили)     |                             |
| 36                                                              | 21 березня 1942   | KptLt Йоганн Мор            | Esso Nashville      | танкер             | США                                     | 7 934                 | 106 718 барелів мазуту                                                                                                 |                | пошкоджений 33°35′ пн. ш. 77°22′ зх. д. / 33.583° пн. ш. 77.367° зх. д. | 38 (усі вижили)                   |                             |
| 37                                                              | 21 березня 1942   | KptLt Йоганн Мор            | Atlantic Sun        | танкер             | США                                     | 11 355                | 156 840 барелів сирої нафти                                                                                            |                | пошкоджений 33°34′ пн. ш. 77°25′ зх. д. / 33.567° пн. ш. 77.417° зх. д. | 45 (усі вижили)                   |                             |
| 38                                                              | 23 березня 1942   | KptLt Йоганн Мор            | Naeco               | танкер             | США                                     | 5 373                 | 72 000 барелів гасу та 25 000 барелів мазуту                                                                           |                | потоплений 33°59′ пн. ш. 76°40′ зх. д. / 33.983° пн. ш. 76.667° зх. д.  | 38 (24 загинули та 14 вижили)     |                             |
| Дев'ятий похід (4.05—26.06.1942, 54 доби; Лор'ян—Лор'ян)        |                   | KptLt Йоганн Мор            |                     |                    |                                         |                       | |                |                                                                         |                                   |                             |
| 39                                                              | 12 травня 1942    | KptLt Йоганн Мор            | Empire Dell         | КАТ судно          | Велика Британія                         | 7 065                 | баласт | Конвой ONS 92  | потоплено 53°00′ пн. ш. 29°57′ зх. д. / 53.000° пн. ш. 29.950° зх. д.   | 48 (2 загинули та 46 вижили)      |                             |
| 40                                                              | 12 травня 1942    | KptLt Йоганн Мор            | Llanover            | суховантажне судно | Велика Британія                         | 4 959                 | вугілля | Конвой ONS 92  | потоплено 52°50′ пн. ш. 29°04′ зх. д. / 52.833° пн. ш. 29.067° зх. д.   | 46 (усі вижили)                   |                             |
| 41                                                              | 12 травня 1942    | KptLt Йоганн Мор            | Mount Parnes        | суховантажне судно | Грецьке королівство                     | 4 371                 | 5999 тонн антрацитового вугілля                                                                                        | Конвой ONS 92  | потоплено 52°31′ пн. ш. 29°20′ зх. д. / 52.517° пн. ш. 29.333° зх. д.   | 33 (усі вижили)                   |                             |
| 42                                                              | 12 травня 1942    | KptLt Йоганн Мор            | Cristales           | суховантажне судно | Велика Британія                         | 5 389                 | Генеральні вантажі та фарфорова глина                                                                                  | Конвой ONS 92  | потоплено 52°55′ пн. ш. 29°50′ зх. д. / 52.917° пн. ш. 29.833° зх. д.   | 82 (усі вижили)                   |                             |
| 43                                                              | 9 червня 1942     | KptLt Йоганн Мор            | «Мімоза»            | корвет             | ВМС Вільної Франції                     | 925                   | | Конвой ONS 100 | потоплений 52°55′ пн. ш. 29°50′ зх. д. / 52.917° пн. ш. 29.833° зх. д.  | 71 (67 загинули та 4 вижили)      | корвет типу «Флавер»        |
| 44                                                              | 12 червня 1942    | KptLt Йоганн Мор            | Dartford            | суховантажне судно | Велика Британія                         | 4 093                 | баласт | Конвой ONS 100 | потоплено 49°19′ пн. ш. 41°33′ зх. д. / 49.317° пн. ш. 41.550° зх. д.   | 47 (30 загинули та 17 вижили)     |                             |
| 45                                                              | 18 червня 1942    | KptLt Йоганн Мор            | Seattle Spirit      | суховантажне судно | США                                     | 5 627                 | баласт | Конвой ONS 102 | потоплено 50°24′ пн. ш. 42°37′ зх. д. / 50.400° пн. ш. 42.617° зх. д.   | 55 (4 загинули та 51 вцілілий)    |                             |
| Десятий похід (25.11.1942—13.02.1943, 81 доба; Лор'ян—Лор'ян)   |                   | KptLt Йоганн Мор            |                     |                    |                                         |                       | |                |                                                                         |                                   |                             |
| 46                                                              | 28 грудня 1942    | KptLt Йоганн Мор            | Treworlas           | суховантажне судно | Велика Британія                         | 4 692                 | 3000 тонн марганцевої руди                                                                                             | Конвой ONS 100 | потоплено 10°52′ пн. ш. 60°45′ зх. д. / 10.867° пн. ш. 60.750° зх. д.   | 47 (38 загинули та 9 вижили)      |                             |
| 47                                                              | 9 січня 1943      | KptLt Йоганн Мор            | Broad Arrow         | танкер             | США                                     | 7 718                 | 85 111 барелів дизельного палива та мазуту                                                                             | Конвой TB 1    | потоплений 7°35′ пн. ш. 55°45′ зх. д. / 7.583° пн. ш. 55.750° зх. д.    | 47 (23 загинули та 24 вижили)     |                             |
| 48                                                              | 9 січня 1943      | KptLt Йоганн Мор            | Birmingham City     | суховантажне судно | США                                     | 6 194                 | Генеральні вантажі, включаючи машини та жерсть                                                                         | Конвой TB 1    | потоплено 7°23′ пн. ш. 55°48′ зх. д. / 7.383° пн. ш. 55.800° зх. д.     | 56 (10 загинули та 46 вижили)     |                             |
| 49                                                              | 9 січня 1943      | KptLt Йоганн Мор            | Collingsworth       | суховантажне судно | США                                     | 5 101                 | 4000 тонн вугілля, 1900 тонн сталевих рейок, 2000 тонн нафти Bunker C, 112 тонн мастила                                | Конвой TB 1    | потоплено 7°12′ пн. ш. 55°37′ зх. д. / 7.200° пн. ш. 55.617° зх. д.     | 67 (12 загинули та 55 вижили)     |                             |
| 50                                                              | 9 січня 1943      | KptLt Йоганн Мор            | Minotaur            | суховантажне судно | США                                     | 4 554                 | 4400 тонн вугілля, 12 000 барелів мазуту та 600 мішків державної пошти                                                 | Конвой TB 1    | потоплено 7°12′ пн. ш. 55°37′ зх. д. / 7.200° пн. ш. 55.617° зх. д.     | 52 (6 загинули та 46 вижили)      |                             |
| Одинадцятий похід (27.03—2.04.1943, 7 діб; Лор'ян—загибель)     |                   | KptLt Йоганн Мор            |                     |                    |                                         |                       | |                |                                                                         |                                   |                             |
| 51                                                              | 2 квітня 1943     | KptLt Йоганн Мор            | Gogra               | суховантажне судно | Велика Британія                         | 5 190                 | Генеральні вантажі та 6000 тонн військового майна та 1000 тонн боєприпасів і торпед                                    | Конвой OS 45   | потоплено 41°02′ пн. ш. 15°39′ зх. д. / 41.033° пн. ш. 15.650° зх. д.   | 98 (82 загинули та 8 вижили)      |                             |
| 52                                                              | 2 квітня 1943     | KptLt Йоганн Мор            | Katha               | суховантажне судно | Велика Британія                         | 4 357                 | 7000 тонн військово-морських і військових запасів, у тому числі 16 літаків «Харрікейн», пожежна машина для Карачі тощо | Конвой OS 45   | потоплено 41°02′ пн. ш. 15°39′ зх. д. / 41.033° пн. ш. 15.650° зх. д.   | 64 (6 загинули та 58 вижили)      |                             |